# Russificatie
Russificatie (Russisch: русификация, rusifikátsiija) is het proces van culturele assimilatie, zij het gedwongen dan wel vrijwillig, van de Russische taal en cultuur, door niet-Russische volkeren of bevolkingsgroepen. Dit kan het resultaat zijn van historische sociaal-economische processen of onderdeel van officieel overheidsbeleid om de Russische taal (en het Cyrillisch schrift) of een andersoortig Russisch cultureel element te bevorderen (met name de positie van de Russisch-Orthodoxe Kerk) ten koste van niet-Russische gemeenschappen. In strikte zin wordt russificatie gebruikt voor het aangeven van de invloed van de Russische taal op Slavische, Baltische en andere talen die worden gesproken in gebieden die werden beheerst door het Russische Rijk en de Sovjet-Unie of werden beheerst door de Russische Federatie. Het omgekeerde van russificatie heet de-russificatie en is na het uiteenvallen van de Sovjet-Unie in sommige voormalige Sovjetlanden officieel beleid geworden om de invloed van Russische taal en cultuur te beperken.

## Overzicht
In historische zin verwijst de term naar zowel officieel als onofficieel beleid van het Russische Rijk en de Sovjet-Unie met betrekking tot hun nationale ingezetenen en naar de nationale minderheden in Rusland, gericht op Russische overheersing. Zo mocht er in Moldavië tijdens het Sovjet-bewind maar 5 minuten per dag aan televisieprogramma's in de eigen taal (het Roemeens) worden uitgezonden; de rest van het dagprogramma werd opgevuld door Russischtalige uitzendingen.
De belangrijkste gebieden van russificatie zijn politiek en cultuur. In de politiek is bijvoorbeeld het benoemen van etnische Russen op leidinggevende bestuurlijke posities in nationale instellingen een vorm van russificatie. In cultuur heeft russificatie vooral betrekking op de overheersing van de Russische taal in het officiële handelsverkeer en de sterke invloed van de Russische taal op de nationale talen. Hierbij speelt ook het verplicht stellen van het cyrillisch schrift en het afschaffen of verbieden van andere schriften zoals het Latijns schrift een rol. Demografische veranderingen, waardoor de Russische bevolkingsgroep toeneemt ten opzichte van de rest van de bevolking, wordt soms ook gezien als een vorm van russificatie. Het promoten van de Russisch-Orthodoxe Kerk en het marginaliseren van andere religies en religieuze gezindten worden soms ook tot russificatie gerekend.

## Geschiedenis

### Tsaristische russificatie
Onder tsaar Alexander III (r. 1881–1894) werd begonnen met een systematische russificatiepolitiek in Polen en de Baltische provincies.

#### Polen
Tsaar Nicolaas I van Rusland (r. 1826–1855) introduceerde in Congres-Polen een beleid van russificatie, waaronder cyrillisatie. Vanaf de jaren 1840 overwoog Rusland om het Cyrillische schrift in te voeren voor het spellen van het Pools; de eerste schoolboeken werden in de jaren 1860 gedrukt. De pogingen van de keizerlijke overheid mislukten echter: de Poolse bevolking vertoonde felle weerstand tegen de plannen, omdat het haar taal zoals uitgedrukt in het Latijnse alfabet zag als een bron van nationale trots en dreigde in opstand te komen als het zou worden afgeschaft. Na de Januariopstand van 1863 werd Congres-Polen als autonoom koninkrijk afgeschaft en gedegradeerd tot het Weichselland, een verzamelnaam van tien gouvernementen (ook wel de 'tien Weichselgouvernementen' genoemd) die aan strenge russificering werden onderworpen. Door de landhervorming van graaf Miljoetin uit 1864 werd de polonisering van Wit-Rusland en Litouwen ongedaan gemaakt en de positie van de adel ook in zuiver Poolse gebieden ernstig verzwakt. Tsaar Alexander III intensiveerde het russificatiebeleid met behulp van de kerk en het onderwijs. In 1880 werd Pools officieel als voertaal afgeschaft en vervangen door Russisch.

#### Litouwen
In Litouwen begon de russificatiepolitiek eerder dan in Estland en Letland: na de mislukking van de Januariopstand van 1863 besloot de tsaar onder andere dat alleen de eerste jaren van het basisonderwijs nog in het Litouws mochten worden gegeven, daarna was Russisch de taal van instructie. Van 1865 tot 1904 was het verboden om het Latijnse alfabet te gebruiken om Litouwse teksten te schrijven en werd het Cyrillisch verplicht. Bovendien werd de Katholieke Kerk in Litouwen gemarginaliseerd door geestelijken te verbannen of gevangen te nemen, een bouwverbod op nieuwe katholieke kerken in te voeren en een restauratieverbod op bestaande katholieke kerken, terwijl de Russisch-Orthodoxe Kerk van staatswege gesteund en gepromoot werd. Dit russificatiebeleid in Litouwen lijkt echter averechts te hebben gewerkt, aangezien katholieke priesters in het geheim bleven doorpreken, ondergrondse katholieke parochiescholen de jeugd Litouws leerden lezen en schrijven en een uitgebreid netwerk van boekensmokkelaars erin slaagde om vanuit Oost-Pruisen Litouwse teksten gedrukt in het Latijns schrift over het Litouws taalgebied te verspreiden. Het verzet tegen russificatie stimuleerde de ontwikkeling van Litouws en ook Pools en Wit-Russisch nationalisme. De verlitouwsing (lituanisering) keerde zich daarbij niet alleen tegen de tsaristische russificatie maar ook tegen de eerder ingezette verpoolsing (polonisering) en dwong daarmee de gepoloniseerde adel een keuze voor of tegen Litouwen te maken. Het verzet tegen de Russificatie leidde in 1893 tot het Bloedbad van Kražiai.

#### Estland
In de Estische geschiedschrijving laat men meestal 'de russificatie' in 1881 beginnen, al heeft die term verschillende betekenissen – zoals bestuurlijke eenwording en gedwongen assimilatie – en varieerden de ontwikkelingen en beleidsmaatregelen sterk per streek. Bovendien waren er ook al 'russificerende tendensen' onder Catharina II die het bestuur van het Russische Rijk centraliseerde, onder Nicolaas I die in 1850 per oekaze bepaalde dat alle overheidsinstellingen Russisch als voertaal moesten gebruiken en onder Alexander II die deze oekaze in 1867 herhaalde. Deze leidde er in 1868 toe dat er een pamflettenstrijd ontstond tussen slavofiele intellectuelen zoals Jurij Samarin die pleitten voor russificatie en Baltisch-Duitse intellectuelen zoals Carl Schirren die de historisch bevoorrechte positie van het Duits wilden handhaven.
Nadat tsaar Alexander III in 1885 twee slavofiele gouverneurs aanstelde over Estland en Lijfland begon het taalbeleid pas echt ingrijpende consequenties te hebben: het hele schoolsysteem kwam onder het Russische Ministerie van Onderwijs te vallen in plaats van de lokale kerk, Russisch werd op alle scholen een verplicht vak en vanaf 1887 werd het ook de onderwijstaal. In 1892 werd het Estisch ook in de eerste twee jaar van de lagere scholen verboden, waar het tot die tijd nog tot ondersteuning mocht worden gebruikt; in de praktijk waren veel leraren echter niet kundig in het Russisch en negeerden de wet. Sommige leraren die onvoldoende Russisch konden werden ontslagen en sommige scholen die daardoor een personeelstekort kregen werden gesloten. Het religieuze onderwijs werd hiervan uitgezonderd, daar mocht nog steeds in het Duits of Estisch worden onderwezen. Een ander gevolg dat tot enige beroering leidde was het ontslag van de burgemeester van Tallinn omdat hij het Russisch onvoldoende machtig was. Dit gebeurde ook bij andere overheidsinstellingen. In 1888 werd de politie volledig Russisch, in 1889 volgden de rechtbanken en de Universiteit van Tartu (behalve de theologische faculteit, waar Duits de voertaal mocht blijven). In 1893 werd de stad Tartu (Duits: Dorpat) officieel hernoemd naar Jurjev. Een probleem voor het russificatiebeleid was dat er al een hele generatie Esten was opgegroeid die Estisch kon lezen en schrijven, kranten en boeken uitgaven en daardoor reeds een Estisch nationaal bewustzijn hadden ontwikkeld, dat nu door de tsaristische politiek werd getart.
In religieuze zaken werd de Russisch-Orthodoxe Kerk, de tsaristische staatskerk, bevoordeeld ten opzichte van de toen in Estland dominante lutherse kerk: vanaf 1885 mochten kinderen uit gemengde huwelijken alleen orthodox gedoopt worden, de Orthodoxe Kerk kon makkelijk grond onteigenen om een nieuw kerkgebouw te bouwen maar de lutherse kerk niet en bestuurders werden verplicht om orthodoxe kerkdiensten bij te wonen op staatsfeestdagen. Hoewel veel Esten best vrijwillig orthodox wilden worden, mede omdat de lutherse kerk nog een erg Duits instituut was, was het teleurgestelden wettelijk verboden om daarna terug te keren naar het lutherse geloof. Tussen 1884 en 1894 vonden er 199 processen plaats tegen lutherse dominees die 'kerkelijke handelingen' verrichten bij een orthodoxe christen, zoals hen bekeren tot het lutheranisme of een lutherse kerkdienst laten bijwonen.

#### Finland
In de eerste negentig jaar na de annexatie van Finland na de Finse Oorlog (1809) voerden de tsaren een gematigd beleid. Tsaar Alexander II (r. 1855–1881) nam zelfs maatregelen om het Fins te bevorderen ten koste van het Zweeds, dat in de eeuwen van Zweedse heerschappij ervoor de taal van de elite was geweest en waartegen de nationalistische Finnomanen zich vanaf de jaren 1850 steeds meer gingen verzetten. Alexander II erkende het Fins in 1863 als officiële taal en verleende het Finse parlement in 1869 meer autonomie. Pas vanaf de regering van tsaar Nicolaas II (r. 1894–1917) werd er een strenge russificatiepolitiek gevoerd, van 1899 tot 1905 (onderbroken door de Russische Revolutie van 1905–1907) en 1908 tot 1917 (beëindigd door de Februarirevolutie). In de eerste periode werd het Russisch tot de officiële bestuurstaal gemaakt, het Finse leger werd bij het Russische leger ingelijfd, sommige Finse overheidsambtenaren werden vervangen door Russen en politieke leiders werden zelfs gedeporteerd, de positie van de Russisch-Orthodoxe Kerk werd versterkt, Finse postzegels werden verboden en censuur op kranten werd aangescherpt, zodanig dat velen ervan verboden werden. In de tweede periode werd de autonomie van Finland beperkt, de senators vervangen door in Finland geboren Russische legerofficieren en een groot deel van de Finse wetgeving geschrapt ten gunste van de Russische wetgeving die elders in het rijk gold.

### Korenisatie in de vroege Sovjettijd
De vroege Bolsjewieken waren tegenstanders van russificatie en nadat zij met de Oktoberrevolutie (1917) aan de macht kwamen en de Sovjet-Unie stichtten, voerden zij een beleid van korenisatie (Russisch: коренизация korenizatsija), wat zoveel betekent als "ver-inheemsing". Het was een poging om de taal en cultuur van de inheemse bevolking van allerlei woongebieden in de verschillende Sovjetrepublieken te beschermen en de tsaristische russificatie deels ongedaan te maken. Ze wilden het Latijnse schrift invoeren voor de hele Unie en ontwikkelden daarvoor voor alle talen Latijnse alfabetten, die vanaf ongeveer 1920 tot 1940 veelvuldig werden gebruikt. Met name in de Sovjetrepublieken met een Turkische meerderheid was de latinisering een succes, maar in de Russische Socialistische Federatieve Sovjetrepubliek slaagden de Bolsjewieken hier niet in. Sommige territoria binnen de Sovjet-Unie werden omgevormd tot deelrepublieken of autonome republieken, regio's, provincies en districten om de niet-Russische minderheden zelfbestuur te verlenen. De principiële gedachte erachter was dat het socialisme internationalistisch was en inclusief moest zijn voor alle nationale identiteiten in plaats van er één (de Russische) als de norm op te leggen; de pragmatische reden ervoor was om sympathie te winnen onder de niet-Russische bevolkingsgroepen binnen de Sovjet-Unie.

### Stalinistische russificatie
Toen Jozef Stalin (r. 1924–53) echter steeds meer macht verwierf, werd het proces van korenisatie vanaf ongeveer 1930 in stappen ongedaan gemaakt en werd opnieuw een russificatiebeleid ingevoerd. Alle talen in de Sovjet-Unie moesten (weer) in het Cyrillisch worden geschreven, het Russisch werd gepromoot en de facto verplicht als de officiële taal in administratie, communicatie en onderwijs en met gedwongen volksverhuizingen in de Sovjet-Unie werd actief gepoogd om niet-Russische etniciteiten te assimileren. Bovendien beschouwen een aantal experts, organisaties en landen de Holodomor, een grote hongersnood onder etnische Oekraïners in 1932–33, als een bewuste poging van het stalinistische regime om een groot deel van de Oekraïense minderheid (enkele miljoenen) te laten uitsterven en hiermee de russificatie te bevorderen.
Volgens de volkstellingen nam het percentage etnische Russen in de Russische SFSR toe van 78,1% in 1926 tot 83,3% in 1956. Hetzelfde patroon deed zich voor in de andere 14 deelrepublieken (15 voor de degradering van de Karelo-Finse Socialistische Sovjetrepubliek in 1956): het percentage van inwoners dat zich rekende tot de etnische groep die overeenkwam met de naam van de deelrepubliek (bijvoorbeeld Kazachen in de Kazachse SSR) kelderde tussen 1926 en 1959, waarbij deze etniciteit soms zelfs een minderheid werd in haar 'eigen' deelrepubliek, terwijl het percentage etnische Russen gestaag toenam.

#### Estland 1940–1953
Nadat de Republiek Estland (1918-1940) onafhankelijk was geworden van het Russische Rijk en dat bleef tijdens het interbellum, werd in juni 1940 door de Sovjet-Unie bezet en op 6 augustus 1940 geannexeerd als de Estische Socialistische Sovjetrepubliek. Vanaf 7 september 1940 waren alle burgers van Estland Sovjetburgers, in november en december werd de Estische kroon vervangen door de Russische roebel en zo'n 200.000 exemplaren van een lijst van meer dan 1500 titels van verboden boeken werden vernietigd. Na drie jaar bezetting door nazi-Duitsland (1941–1944) werden dit sovjetiseringsbeleid en de daarmee gepaard gaande russificatie voortgezet; er kwamen lijsten van geoorloofde titels in plaats van verboden boeken, zodat alle exemplaren van boeken die niet op de lijst stonden werden vernietigd (naar schatting tussen de 10 en 30 miljoen). Pogingen om te verplichten het Estisch voortaan net als het Russisch in het Cyrillisch schrift te schrijven stuitten echter op felle weerstand van de Academie van Wetenschappen en de Schrijversbond en werden uiteindelijk ingetrokken. De Estische Zangfeesten mochten ook door blijven gaan; hoewel het officiële volkslied van interbellum-Estland Mu isamaa, mu õnn ja rõõm van Johann Voldemar Jannsen werd verboden, groeide Mu isamaa on minu arm van zijn dochter Lydia Koidula uit tot het inofficiële volkslied dat in plaats daarvan werd gezongen. Opnieuw vond er bestuurlijke eenwording plaats en de Estische Communistische Partij die het monopolie op bestuursfuncties kreeg werd gedomineerd door Russischtaligen.

### Derussificatie in de late Sovjettijd
Het percentage etnische Russen in Rusland nam voor het eerst af bij de volkstelling van 1970, toen het 82,8% was. Het bleef afnemen tot ver na de val van de Sovjet-Unie, met 80,6% in 2002. Pas in 2010 was er weer een lichte stijging naar 80,9%.
Sinds 1970 vertoonden ook verschillende andere deelrepublieken, die in 1991 onafhankelijk werden, een afbrokkeling van de Russische bevolkingsgroep en een versterking van de dominante inheemse bevolkingsgroep. Een uitzondering hierop is Estland, waar het percentage Esten ook in de late Sovjettijd bleef afnemen van 74,6% in 1959 tot 61,5% in 1989, terwijl het percentage Russen toenam van 20,1% tot 30,3% in diezelfde periode, met name door de immigratie van Russische arbeidskrachten voor de industrie.

### Derussificatie en russificatie in voormalige Sovjetlanden
De ontwikkelingen na 1991 laten zich onder meer verklaren door een actief derussificatiebeleid in de meeste voormalige Sovjetlanden, waaronder het afschaffen van verplicht onderwijs in het Russisch, het invoeren van verplicht onderwijs in de inheems dominante talen, een dwingende houding ten aanzien van de Russisch(talig)e minderheden in deze landen om zich aan te passen of te vertrekken en tot slot de daadwerkelijke assimilatie of emigratie van veel etnische Russen uit deze voormalige Sovjetlanden, vaak naar Rusland. De meeste voormalige Sovjetlanden zoals Azerbeidzjan voerden opnieuw Latijnse alfabetten in en derussificeerden daarmee hun schrijftaal. Rusland zelf en Wit-Rusland vormden een uitzondering op deze processen: daar werden na 1991 de Russische taal en cultuur opnieuw gestimuleerd, in Wit-Rusland door de in 1994 aangetreden autoritaire president Aleksandr Loekasjenko ten koste van het inheemse Wit-Russisch en in de Russische Federatie door de in 1999 aangetreden autoritaire president Vladimir Poetin ten koste van alle niet-Russische inheemse talen.

#### Derussificatie in onafhankelijk Oekraïne
De eerste regeringen van de in 1991 onafhankelijk geworden nieuwe staat Oekraïne voerden een oekraïniseringsbeleid, waarbij onder meer in de Grondwet van 1996 werd vastgelegd dat het Oekraïens de staatstaal van Oekraïne was; veel inwoners konden die taal toen echter nog niet lezen. Ook president Koetsjma zelf moest 's avonds lessen Oekraïens krijgen om te voldoen aan de eis dat politici alleen die taal in het openbaar zouden gebruiken. De officiële schrijfwijze van plaatsnamen zoals Kiev, Lvov en Charkov (Russisch) werden gewijzigd naar Kyiv, Lviv en Charkiv (Oekraïens). Een deel van de Russischtalige bevolking ondervond hier moeite van en uitte hier oppositie tegen; met name op de Krim leidde dit tot pro-Russisch separatisme. Op andere vlakken was dit oekraïniseringsbeleid echter een succes: de Oekraïense staat werd sterker, bouwde een eigen leger op, beperkte invloed van Rusland en haalde de banden aan met Midden-Europese staten en het Westen. De Euromaidan-revolutie (2013–2014), de Russische annexatie van de Krim (2014) en de voortwoedende oorlog in Donbas vanaf 2014 hadden in de jaren daarna ingrijpende politieke, sociaal-economische en cultureel-religieuze gevolgen voor de Oekraïense samenleving. Terwijl het tussen 1991 en 2014 een verdeeld tweetalig land was, werden daarna de bezette delen steeds (pro-)Russischer en de onbezette delen meer pro-Europees, pro-westers en meer eentalig Oekraïens. Het onbezette Oekraïne ontwikkelde zich tot een steeds meer verenigde samenleving die zich in belangrijke mate kenmerkte door zich af te zetten tegen de regering van Poetin en in mindere mate Rusland, de Russische taal en cultuur. In oktober 2018 kwam het ook tot een schisma tussen de Russisch-Orthodoxe Kerk en het Oecumenisch patriarchaat van Constantinopel toen die laatste de Oekraïens-Orthodoxe Kerk autonomie verleende.

#### Russificatie in Loekasjenko's Wit-Rusland
In 1991 gaf 80% van de Wit-Russische bevolking aan dat het Wit-Russisch hun moedertaal was en ruim een derde zei het thuis ook te spreken. Toen Aleksandr Loekasjenko in 1994 aantrad als president, stelde hij opnieuw het Russisch in als staatstaal (net zoals in de Sovjettijd) en voerde een russificatiebeleid in. Loekasjenko zou hierbij onder meer gemotiveerd zijn om de economische banden met Rusland aan te halen, onder andere omdat Wit-Rusland van Moskou afhankelijk is voor de energievoorziening. Scholen gingen over op het Russisch als onderwijstaal. Sommige burgers weigerden hieraan mee te doen en zetten ondergrondse Wit-Russische scholen op om hun kinderen in hun moedertaal te onderwijzen. Onder meer oppositiepartijen en dissidenten maakten juist veel gebruik van het Wit-Russisch om zich tegen Loekasjenko af te zetten.

#### Russificatie in Poetins Rusland
Vanaf de aantreding van Vladimir Poetin in 1999, afwisselend als premier en president van Rusland, heeft hij een nieuw russificatiebeleid gevoerd, onder meer door het Cyrillische schrift in de gehele Russische Federatie verplicht te stellen (2002), de migratie van etnische Russen uit andere voormalige Sovjetlanden naar Rusland te faciliteren, het Russisch steeds meer voorkeur te geven in het onderwijs (wet van 19 juni 2018) en de autonomie van allerlei deelrepublieken, oblasten en districten af te schaffen.